# Таш, Якуп
Якуп Таш (16 июня 1959, Адыяман — 7 февраля 2023, Адыяман) — турецкий политик и бизнесмен. Был депутатом Адыямана от партии ПСР и членом Комиссии по сельскому, лесному хозяйству и сельским делам на 27-м созыве Великого национального собрания Турции.

## Жизнь и карьера
Работал в сельскохозяйственных и коммерческих областях в Адыямане. Был президентом Адыяманского спортивного клуба и директором Адыяманской сельскохозяйственной палаты. Избран депутатом Адыямана от ПСР на всеобщих выборах 2018 года.
Погиб во время землетрясения в Газиантепе-Кахраманмараше в 2023 году, оказавшись под завалами. Похоронен в родном городе.

## Частная жизнь
Был женат, шестеро детей.